# Zdravko Vukić
Zdravko Vukić (1974.) je hrvatski književnik, političar i športski dužnosnik iz Našica. Piše romane. Autor je trilogije o hrvatskom Jamesu Bondu, Borni Vitezu.

## Životopis
Rodio se je u Našicama u obitelji rodom iz Podgorja, Tribnja i velebitskih zaselaka, sela koja u Drugom svjetskom ratu i poraću dali 121 žrtvu. Djed mu je iz tih krajeva doselio u Čačince. Zdravko Vukić je u rodnim Našicama završio osnovnu školu i jezičnu gimnaziju. Studirao je u Osijeku na Pravnom fakultetu gdje je stekao zvanje magistra javne uprave. 
Sa suradnicima osnovao je strip-magazin Vitez kojem je bio glavni urednik. Predsjedao je Hrvatskim savezom mladeških udruga, Mladim hrvatskim liberalima i košarkaškim klubom Našicama.
Bio je vijećnikom Gradskog vijeća i članom Gradskog poglavarstva Grada Našica. Bio je županijskim vijećnikom Osječko-baranjske županije. Biran je za potpredsjednika Skupštine Osječko-baranjske županije u mandatu 2005. – 2009. godine. U Županijskoj skupštini obnašao dužnost potpredsjednika Komisije za prostorno uređenje i zaštitu okoliša te predsjednik Odbora za zdravstvo i socijalnu skrb.
Od ožujka 2016. odlukom Vlade Republike Hrvatske imenovan je pomoćnikom ministra graditeljstva i prostornog uređenja RH.
Suosnivač našičkog Tamburaškog društva "Dora Pejačević".

## Književni rad
Fabulira dobro, točno i tečno (Hrvoje Hitrec). U dijalozima je majstor. Piše u najboljoj maniri kriminalističko-obavještajnih romana. Vukić piše lakše zanimljivo štivo namijenjeno mlađoj populaciji. Junak njegovih djela tajni agent kao James Bond koji je snažna nacionalnog naboja. Djeluje u najtajnijoj hrvatskoj tajnoj službi znanoj samo malom broju ljudi Odjelu kralja Tomislava u Uredu za nacionalni sigurnost. Njegov agent Borna Vitez onesposobljava one čija velika mržnja prema Hrvatskoj i Hrvatima traje iz Domovinskog rata i Drugog svjetskog rata. 
Sadržaj Vukićevih romana su u svezi s Domovinskim ratom, govore o obrani nacionalnih interesa. Sam je Vukić istaknuo da je stvorio takvog književnog junaka došla je iz razloga zato što ga u hrvatskoj književnosti do sada nije bilo. 

## Djela
- Borna Vitez: " Operacija "Slavonija" ,Našice 2008.
- Borna Vitez - sve za Hrvatsku, Matica hrvatska Našice, 2012. (8. među 50 najčitanijih knjiga u Hrvatskoj prema statistikama Hrvatskog knjižničarskog društva u listopadu 2012.)
- Borna Vitez: Špijun opasnih namjera, Matica hrvatska Našice i Hrvatska narodna knjižnica i čitaonica Našice, 2015.

## Vanjske poveznice
- Našice.com  Arhivirana inačica izvorne stranice od 18. listopada 2012. (Wayback Machine) Našice - Redovita skupština košarkaškog kluba Našice, 1. srpnja 2012.